# (20117) Tannoakira
(20117) Tannoakira est un astéroïde de la ceinture principale.

## Description
(20117) Tannoakira est un astéroïde de la ceinture principale. Il fut découvert le 15 novembre 1995 à Kitami par Kin Endate et Kazuro Watanabe. Il présente une orbite caractérisée par un demi-grand axe de 2,60 UA, une excentricité de 0,17 et une inclinaison de 14,8° par rapport à l'écliptique.